# Heggavadipura, Chamarajanagar
Heggavadipura là một làng thuộc tehsil Chamarajanagar, huyện Chamarajanagar, bang Karnataka, Ấn Độ.